# Corriere della Sera
Corriere della Sera este un ziar italian, cu sediul la Milano. Este cel mai respectat ziar italian. În anul 1989, ziarul avea un tiraj de aproximativ 800.000 de exemplare pe zi.